# Андре Бретон
Андре Бретон (фр. André Breton, 19 лютого 1896 — 28 вересня 1966) — французький поет і прозаїк, основоположник сюрреалізму.

## Життєпис
Бретон народився 19 лютого 1896 р. в нормандському місті Теншебре у заможній родині. Його батько якийсь час прослужив в канцелярії жандармерії, проте, робота в державному секторі була нетривалою: незабаром він влаштувався в приватну контору. У Андре не було братів і сестер, тому цілком передбачено, батьки постаралися дати своєму єдиному синові класичну освіту, що відкриває дорогу до престижної і прибуткової професії. Бретон закінчив церковну школу, потім вчився в одному з паризьких коледжів, а після закінчення курсу вступив на медичний факультет Сорбонни.
У 1915 р. був мобілізований: Перша світова війна змінила життя кожного француза. Вже на фронті Андре, що служив санітаром, познайомився з відомим поетом Гійомом Аполлінером. Ця зустріч стала справді доленосною для студента-психолога Бретона: Аполлінер представив його Філіппу Супо, який згодом стане найближчим соратником Андре. Луї Арагон, ще один фронтовий товариш Бретона, відкрив для нього творчість Лотреамона.
У 1919 р. в одному з літературних журналів було опубліковано твір Андре Бретона і Філіппа Супо «Магнітні поля», написаний із застосуванням нового методу творчості — автоматичного письма. Саме ця робота стала передвісником сюрреалізму: багато елементів цього художнього напряму виявилися вже в 1919.
Навколо Бретона сформувався гурток талановитих епатажистів: Луї Арагон, Поль Елюар, Трістан Тцара. Починаючи з 1920, вони стали влаштовувати шокуючі презентації своїх робіт, регулярні бійки на бенкетах, численні скандали. Публіка з побоюваннями стежила за пригодами молодих поетів.
Бретон добре розумів, що стихійність і перманентне бунтарство не зможуть стати фундаментом нової художньої платформи. Після публікації першого Маніфесту сюрреалізму, що відбулася в 1924 році, рух сюрреалістів знайшов чітку програму, декларативно викладену в документі, та очільника, яким став Андре Бретон.
Наступним став памфлет «Труп», в якому Бретон і товариші раділи смерті Анатоля Франса, якого вони називали «останнім старим французької літератури».
Лідерство Бретона набувало все більш авторитарного характеру: гурток сюрреалістів поринув у скандали і чвари. Групу покинули найближчі соратники Бретона — Роже Вітрак і Філіпп Супо. Проте творча діяльність ставала все продуктивнішою: у будинку Бретона на вулиці Фонтен було відкрито Бюро сюрреалістичних досліджень, стали видаватися численні сюрреалістичні журнали. Ідеї руху стали справді інтернаціональними: гуртки, подібні до бретонівського, стали відкриватися в інших європейських столицях.
Постійна ротація складу, така характерна для оточення Бретона, приносила свої плоди. Молода кров, здавалося, додавала сюрреалізму нові сили: місце Арагона і Супо зайняли Бунюель і Далі.
Бретон брав участь в політичному житті: у 1920-х він закликав сюрреалістів вступати в комуністичну партію, в 1930-х — зустрічався з Львом Троцьким в Мексиці. Андре влаштовує по всьому світу виставки сюрреалістичного мистецтва, в США вони мали надзвичайний успіх — багато мистецтвознавців твердять, що поп-арт виріс із зерен, засіяних виставкою сюрреалістів 1942 року.
Під час Другої світової війни Андре Бретон жив у США, де продовжував літературну творчість, вступив у полеміку з Сальвадором Далі після того, як іспанський художник заявив: «Сюрреалізм — це я».
У 1946 Бретон опублікував у Франції багато своїх робіт, організував ряд виставок. Всі подальші роки він боровся за незалежність руху від різних внутрішніх і зовнішніх джерел.
Помер 28 вересня 1966 року від загострення хвороби дихальних шляхів. Похований на кладовищі Батіньйоль.

## Найвідоміші роботи
- «Магнітні поля», спільно з Філіпом Супо, 1919 (пер.1994)
- «Маніфест сюрреалізму», 1924 (пер.1986)
- «Надя», 1928—1963 (пер. 1994)
- «Другий маніфест сюрреалізму», 1929 (пер.1994)
- «Божевільна любов», 1937 (пер.2006)
- «Аркан 17», 1945